# Joo Hyun-jung
Joo Hyun-jung (kor. 주현정; * 3. Mai 1982) ist eine ehemalige südkoreanische Bogenschützin und Olympiasiegerin.

## Karriere
Joo gewann ihren ersten großen Titel bei den Olympischen Sommerspielen 2008 in Peking. Gemeinsam mit Yun Ok-hee und Park Sung-hyun wurde sie Olympiasiegerin im Mannschaftswettbewerb. Im  Einzel belegte sie den siebten Platz, nachdem sie im Viertelfinale der späteren Goldmedaillengewinnerin Zhang Juanjuan unterlag.
Im Jahr darauf gelang es ihr bei den Weltmeisterschaften in Ulsan, sowohl im Einzel als auch mit der Mannschaft den Titel zu gewinnen.
Einen weiteren Medaillenerfolg feierte Joo bei den Asienspielen 2010 in Guangzhou mit der Goldmedaille im Mannschaftswettbewerb. In der Einzelqualifikation belegte sie zwar Platz vier, schied aber als drittbeste Südkoreanerin hinter Yun Ok-hee und Ki Bo-bae trotzdem vorzeitig aus.